# Rhabdognathus
Rhabdognathus is een geslacht van uitgestorven dyrosauride Crocodylomorpha.
Fossielen van Rhabdognathus zijn gevonden in gesteenten uit West-Afrika die in het Paleoceen worden gedateerd. Exemplaren die in het Maastrichtien werden gedateerd zijn in 2008 gevonden. Het geslacht werd op basis van een onderkaak uit Nigeria in 1930 door William Elgin Swinton benoemd. De typesoort is Rhabdognathus rarus. De geslachtsnaam is afgeleid van het Klassiek Griekse ῥάβδος, rhabdos, 'staaf', en γνάθος, gnathos, 'kaak'. De soortaanduiding betekent 'zeldzaam' in het Latijn.
Twee schedels, die beide uit Mali komen, werden toegeschreven aan het geslacht, maar kregen in 2007 van Stéphane Jouve aparte soorten, R. aslerensis op basis van specimen CNRST-SUNY-190 in 1999 gevonden bij Asler en R. keiniensis op basis van specimen MNHN TGE 4031 gevonden bij Cheit Keini. Verwarrend genoeg meende Jouve dat R. rarus een nomen dubium was; hij handhaafde echter het geslacht vanwege het gedeelde kenmerk van een extreem langgerekte kaak. Vroeger werd ook de soort Rhabdognathus compressus toegeschreven aan het geslacht, maar dat werd herbenoemd tot Congosaurus compressus na een analyse van de onderkaak die ontdekte dat het exemplaar meer gelijkenissen vertoonde met Congosaurus dan met Rhabdognathus. Men vermoedt dat Rhabdognathus de nauwste verwant is van Atlantosuchus.